# Eidgenössischer Stutzer 1851
Федеральный (союзный) штуцер 1851 года, полевой штуцер 1851 года (нем. Eidgenössischer Stutzer 1851, Feldstutzer 1851) — швейцарская дульнозарядная винтовка, первый единый образец ружья швейцарской армии, а также первая армейская винтовка в Европе уменьшенного (для своего времени) калибра. В 1867 году была переделана под заряжание с казённой части, в 1869 году заменена в войсках на Винтовку Веттерли [обр.1869/71 г.].

## История
В 1847 году в Швейцарии была создана комиссия для выработки винтовки нового типа. На первом этапе комиссия сравнила возможности новых на то время удлинённо-конических и традиционных круглых пуль. Сравнительные испытания одиннадцати моделей винтовок (пяти швейцарских, четырёх французских и по одной сардинской и прусской) под удлинённо-коническую пулю, и швейцарской (бернской) винтовки под круглую пулю показали решительное превосходство первых. В дальнейшем, на протяжении 1848—1850 годов, комиссия испытывала различные модели винтовок уменьшенного калибра из Швейцарии, Австрии, Вюртемберга и Америки. В результате лучшей была признана винтовка из Люцерна калибра 10,51 мм, принятая на вооружение под обозначением союзный штуцер 1851 года (по другим данным, союзный штуцер 1850 года). При этом в армиях остальных стран Европы калибр винтовок составлял от 14,4 мм (Бавария, винтовка Тувенена 1848 года) до 18,3 мм (Австрия, винтовка Августина 1844 года). Штуцер 1851 года имел прекрасные показатели кучности, дальнобойности и пробивной силы и в дальнейшем уменьшение калибра военных винтовок стало повсеместным явлением.

## Конструкция
Дульнозарядная винтовка с капсюльным воспламенением. Нарезов восемь, полукруглой формы, глубиной 0,45 мм; ширина нарезов равняется ширине полей, а шаг нарезки — длине ствола (813 мм). Прицельные приспособления состояли из стальной прямоугольной мушки и секторного прицела из двух высоких стоек и закреплённой между ними прицельной планки с прорезью. Прицел был насечён на дистанцию от 200 до 1000 шагов, положение планки фиксировалось расположенным на стойке сбоку винтом. Пули носились отдельно от патрона и оборачивались просаленным пластырем. При заряжании между пулей и пороховым зарядом оставляли небольшой зазор (т. н. «свободный заряд»), при этом, чтобы не допустить приминание заряда пулей, на шомполе имелся специальный упор не позволявший опустить его в ствол ниже определённого уровня. Свободный заряд делал бой винтовки более единообразным. К винтовке полагался штык весом 450 г.

## Характеристики
При стрельбе по мишени шириной 3,6 метра и высотой 2,7 метра, на дистанции в 800 шагов при безветренной погоде в цель попадало 80—87 % пуль, при порывистом ветре — 63 %. На этой дистанции пуля пробивала 5 дюймовых досок хвойных пород дерева, а на 1 000 шагов — 4 таких же доски.